# Basilia punctata
Basilia punctata är en tvåvingeart som beskrevs av Oskar Theodor 1956. Basilia punctata ingår i släktet Basilia och familjen lusflugor. Inga underarter finns listade i Catalogue of Life.